# Jan Peter Mossberg
Jan Peter Mossberg, född 12 mars 1820 i Blomskogs socken, död där 18 november 1896, var en svensk lärare, kantor och amatörorgelbyggare. Han bodde först i Sundsbyn men flyttade senare till Blomskog.
Mossberg är begravd på Blomskogs kyrkogård.

## Lista över orglar
- 1853 Sundsbyns kyrka [förtydliga]
- 1869 Blomskogs kyrka